# Lumparn
Lumparn – duża zatoka na wyspie Fasta Åland w archipelagu Wysp Alandzkich.

## Geografia
W zatoce Lumparn znajduje się niewiele wysp. Ma ona płaskie dno, zbudowane z piaskowców i wapieni. Z morzem łączą ją głęboko wcięte cieśniny, w tym Slottsundet o długości 4 km i Färjsundet.

## Pochodzenie i geologia
Najprawdopodobniej około miliarda lat temu, w proterozoiku, w obszar współczesnych Wysp Alandzkich trafiła mała planetoida. W wyniku upadku w skałach osadowych i pokrytym przez nie podłożu krystalicznym powstał krater uderzeniowy o średnicy 9 kilometrów. Krater został następnie przykryty osadami; pomiędzy plejstoceńskimi osadami a podłożem z pokruszonego granitu rapakiwi znajduje się warstwa kambryjskich i ordowickich wapieni, które przetrwały okres erozji lodowcowej, co czyni tę zatokę jednym z niewielu miejsc w Finlandii, gdzie występują skamieniałości.